# ثاديوس بيتس (سياسي)
ثاديوس بيتس (بالإنجليزية: Thaddeus Betts)‏ هو محامي وسياسي أمريكي، ولد في 4 فبراير 1789 في نوروولك في الولايات المتحدة، وتوفي في 7 أبريل 1840 في واشنطن العاصمة في الولايات المتحدة. حزبياً، نشط في حزب اليمين. وقد انتخب عضو مجلس ولاية كونيتيكت وانتخب عضو مجلس نواب كونيتيكت وانتخب عضو مجلس الشيوخ الأمريكي.